# MC 알제

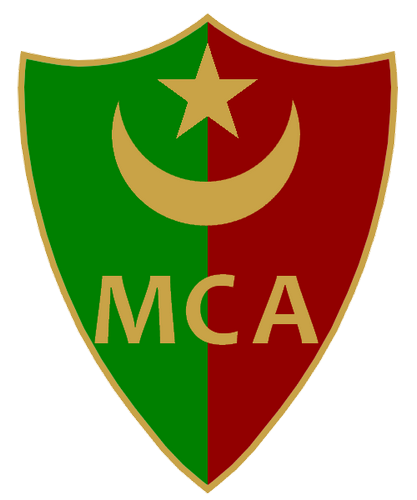

물루디아 클뢰브 달제(프랑스어: Mouloudia Club d'Alger, 아랍어: مولودية الجزائر) 또는 MC 알제(MC Alger)는 알제리 알제의 축구 클럽이다.
이 팀은 알제리의 축구 클럽 가운데 가장 인기가 높은 축구 클럽으로 평가받고 있으며 아프리카에서 인기가 높은 축구 클럽 가운데 하나이기도 하다.

## 역사
1921년에 카스바와 밥 엘 우에드 지역의 청소년 그룹이 합류하여 당시 식민지였던 알제리에서 최초의 무슬림 축구 클럽을 만들었다. 그룹은 두 그룹 간의 연락 담당자 역할을 한 하무드 오프가 이끌었다. 1921년 8월 7일, 클럽은 베나체르 카페의 대기실에서 공식적으로 창단되었다. 날짜가 마울리드와 일치하므로 이름은 '마울리드 클럽 d' 알지'로 정했다. 알제리 국민의 희망과 이슬람의 전통색을 상징하는 초록색과 애국심을 상징하는 빨간색을 클럽 색상으로 선정했다.
1976 년 MC 알지는 1974–75 Algerian Championnat National에서 우승한 후 역사상 처음으로 CAF 챔피언스리그에 출전했다. 클럽은 각각 리비아의 알아흘리 벵가지, 이집트의 알 알리, 케냐의 루오 유니온, 나이지리아의의 누구 레인저스를 꺾고 결승에 진출했다. 결승전에서 클럽은 대회 전 우승팀인 기니 클럽 하피아를 만났다. 하피아와의 1차전에서는 3-0으로 패했고 2차전에서 3골을 넣어야 하는 어려움에 직면하게 되었다. 그러나 2차전에서 오마르 베르토니의 골과 주비르 바치의 골로 승부차기까지 가게 되었다. 승부차기에서 총 4-1로 승리하여 첫 번째 아프리카 타이틀을 획득했으며 대륙 대회에서 우승한 최초의 알제리 클럽이 되었다.

## 역대 성적

### 알제리 국내 대회
- 알제리 샹피오나 나시오날: 우승 9회 (1972, 1975, 1976, 1978, 1979, 1999, 2010, 2024, 2025)
- 알제리 컵: 우승 6회 (1971, 1973, 1976, 1983, 2006, 2007, 2014, 2016)
- 알제리 리그컵: 우승 2회 (1998, 1999)
- 알제리 슈퍼컵: 우승 2회 (2006, 2007, 2014)

### 국제 대회
- CAF 챔피언스리그: 우승 1회 (1976)
- 마그레브 컵 위너스컵: 우승 2회 (1971, 1974)

## 선수 명단

### 현역
참고: FIFA 자격 규정에 따라 소속된 국가대표팀 국기를 표시합니다. 선수는 복수의 FIFA 비회원국 국적을 가지고 있을 수 있습니다.
| 번호 | 포지션 | 국적         | 이름              |
| ---- | ------ | ------------ | ----------------- |
| 4    | DF     | 코트디부아르 | 세르지 바조       |
| 12   | MF     | 코트디부아르 | 모하메드 주그라나 |

| 번호 | 포지션 | 국적 | 이름 |
| ---- | ------ | ---- | ---- |

## 역대 감독
| 감독              | 임기      |
| ----------------- | --------- |
| 알랭 가이거       | 2013~     |
| 아르투르 조르즈   | 2014~2015 |
| 베르나르 카소니   | 2017~2018 |
| 베르나르 카소니   | 2019      |
| 파루크 하지베기치 | 2022      |